# Carlo Penna
Carlo Penna (Camasco, 1673 – ...) è stato un pittore italiano.

## Biografia
Nasce nell'alta Valsesia nel 1673 nell'allora comune autonomo di Camasco, ora frazione del comune di Varallo. 
Ben presto, per applicarsi nella pittura, decide di trasferirsi a Milano, prima, e a Roma, poi. La sua mirabile passione lo porterà a essere nominato pittore nella famiglia nobiliare Corsini di Firenze. 
Tra le opere più importanti del Penna, realizzate in Valsesia, si ricordano: l'Angelo Custode dentro la prima cappella, sulla destra, della chiesa di Varallo; l'Annunziata nelle chiese delle scuole di Varallo; la navata della Basilica dell'Assunta; una volta della parrocchiale di San Gottardo a Civiasco; la Natività di Maria e il quadro di S. Pasquale nella Cappella di Sant'Orso; l'affresco sulla facciata della Chiesa di San Rocco a Rossa. 